# Mina
 Ovo je glavno značenje pojma Mina. Za druga značenja pogledajte Mina (razdvojba).
Mina (fr. mine) je eksplozivno oružje sa sustavom za paljenje, namijenjeno za uništavanje, rušenje, onesposobljavanje ili potapanje ljudi ili vozila i plovila. Pod tim se pojmom prvenstveno podrazumijeva skrovito postavljena kopnena naprava koja eksplodira kad se aktivira na neki način.

## Vrste
Po načinu aktiviranja, mina može biti kontakna i nekontaktna, upravljiva i tempirna:
- Kontaktna mina se aktivira kad se naiđe na nju;
- Nekontaktna mina se aktivira kad se dođe u njenu blizinu;
- Upravljiva mina se aktivira daljinski;
- Mina protuoklopna TM-35, Sovjetski Savez.  iz 1935. gTempirna mina se aktivira programiranim upaljačem.

Po konstrukciji i namjeni, razlikuju se mine koje koristimo na kopnu tj. nagazne mine, tripwire mine, proksimitetske mine i vodene i podvodne vrste mine.

### Nagazna mina
Nagazna mina je vrsta mine koja se koristi prilikom obrane ili odbijanja nekog područja meti. Meta (koja može biti živa ili vozilo) nagazi na minu, ili je aktivira nekakvim drugim mehanizmom, eksplodirajući je.
Nagazne mine mogu biti za svrhu ubijanje ili onesposobljavanje pješadije, ili uništavanje i potpuno ili samo djelomično onesposobljavanje oklopnih I OBIČNIH vozila neprijatelja, kao što je tenk, oklopljena vrsta prijevoza, obični prijevoz, prijevoz municije i vojnih materijala itd.
Protuoklopne mine su smišljene da kompletno ubiju sposobnost tenka da se kreće tako da unište njegovu gusjenicu i kotaće, ali može i probiti kroz tenk da ošteti motor ili da udari o streljivo za glavni top tenka koje se slaže blizu motora ili pomoćniku operatera tog velikog topa.
Protupješačke mine ubijaju ljude šrapnelom ili kuglicama koje daju eksplozijom, ili samom eksplozijom!

## Galerija
- Švedska protuoklopna mina modela 1941. g,
- Talijanska protuoklopna mina, deaktivirana.
- Tip 72 kineska protuoklopna mina. 1972. g.
- Sovjetska M50 protupješačka mina.
- Podvodna mina, aktivirana kontaktom s plovilom. Oslo, Norveška 1. svj. rat

## Vanjske poveznice
- Hrvatski centar za razminiranje  Arhivirana inačica izvorne stranice od 27. srpnja 2010. (Wayback Machine)
- Minsko-eksplozivna sredstva Hrvatska tehnička enciklopedija, portal hrvatske tehničke baštine. LZMK

- Razminiranje Hrvatska tehnička enciklopedija, portal hrvatske tehničke baštine. LZMK

- Minolovac Hrvatska tehnička enciklopedija, portal hrvatske tehničke baštine. LZMK

- Minopolagač Hrvatska tehnička enciklopedija, portal hrvatske tehničke baštine. LZMK